# Ermita santuari de la Verge del Carme (Cervera del Maestrat)
L'Ermita del Carme, també coneguda com a Ermita de la Mare de Déu de la Costa, està situada en una petita elevació, d'aproximadament uns 280 metres sobre el nivell del mar, en una zona de cultiu a menys d'un quilómetre al sud de Cervera del Maestrat. Per arribar fins a l'ermita cal agafar un camí que parteix del carrer del Carme del nucli urbà de Cervera del Maestrat i que va pujant fins al cim del monticle on es localitza.
Es tracta d'una ermita catalogada com Bé de Rellevància Local, amb codi: 12.03.044-005.
Se li coneix com a ermita de la Mare de Déu de la Costa perquè durant un temps va tenir la imatge d'aquesta advocación mariana en el seu interior, que és la patrona de Cervera del Maestrat. Aquesta advocació és única a la província de Castelló, i pot considerar-se que té remots orígens en temps de la Reconquesta. Es tracta d'una talla de fusta datada al segle xiv, d'una verge asseguda amb el Nen sobre el seu genoll esquerre i amb ceptre a la mà dreta. La imatge, juntament amb un retaule gòtic i unes taules amb pintures d'escenes de la vida de la Verge es van traslladar a l'església parroquial del nucli poblacional quan l'ermita va deixar de tenir culte. Malgrat això, tots aquests tresors artístics es van destruir durant la guerra civil i la imatge es va substituir per una rèplica el més exacte possible.
L'ermita es va iniciar possiblement durant el segle xiv, i es va deixar d'utilitzar per al culte al segle xix després d'haver estat emprada per refugiar bestiar durant una gran tempesta. És per això que a partir d'aquest moment es va emprar com a magatzem, la qual cosa ha deteriorat l'edifici arribant a estar en un estat de perillosa ruïna.

## Descripció
Es tracta d'un edifici de nau única, amb murs de maçoneria i sòlids contraforts externs. La seva coberta exterior és a dues aigües i es remata amb teules vermelles.
Pot observar-se la casa de l'ermità adossada en el lateral esquerre de l'ermita. S'accedeix a l'ermita pels peus de la planta, que constitueixen la seva façana principal que finalitza amb una espadanya de reduïdes dimensions i una sola campana. La porta d'accés presenta arc de mig punt amb dovelles de carreus, que també poden veure's com a reforços en les cantonades.
Per la seva banda en la capçalera de l'ermita es pot veure una lleugera elevació, per la qual cosa la seva coberta és independent de la resta de l'edifici i en comptes de dues aigües presenta quatre vessants.

## Festivitat
La Verge del Carmen se celebra el 16 de juliol, però quan es va abandonar el culte es va passar a traslladar el romiatge que es feia per aquesta festivitat al dia de Santa Catalina i s'acudia a l'ermita a cantar els Gojos.